# Lepturges bucki
Lepturges bucki là một loài bọ cánh cứng trong họ Cerambycidae.